# Opoku Fofie
Vous lisez un « bon article » labellisé en 2024.
Opoku Fofie, né vers 1775 et mort en mars 1804, est le sixième asantehene (monarque) de l'Empire ashanti, appartenant à la maison dynastique d'Opoku Ware du clan Oyoko. Fils cadet de l'asantehemaa (reine-mère) Konadu Yaadom et d'Adu Twum Kaakyire, il accède au trône conformément au principe d'alternance dynastique en vigueur depuis la fondation de l'empire, après la crise qui oppose sa mère à son prédécesseur Osei Kwame de 1797 à 1803. 
La destitution d'Osei Kwame, puis la bataille de Barnabou contre ses soutiens armés musulmans des États tributaires de Gyaman et de Kong ouvrent la voie de son accession au trône. Débuté en décembre 1803, son règne coïncide avec le suicide rituel de son prédécesseur et ne dure pas plus de soixante jours. Cette situation donne naissance au mythe de l'esprit vengeur (saman) d'Osei Kwame. Osei Bonsu lui succède en 1804.
Les versions officielles de la généalogie ashanti diffèrent fortement des recherches historiques en raison des nombreuses modifications généalogiques visant à effacer l'existence d'Akyaama dans la lignée. En effet, les asantehemaa sont garantes des traditions, de la généalogie officielle ainsi que des successions au trône de l'asantehene. Ce conflit est à l'origine de ces nombreuses divergences.

## Biographie

### Contexte dynastique
Opoku Fofie, né vers 1775, est le deuxième fils de l'asantehemaa (reine-mère) Konadu Yaadom et d'Adu Twum Kaakyire, fils d'Opoku Ware Ier, asantehene de 1718 à 1750. En conséquence, il appartient au ntoro (dynastie patrilinéaire) Bosommuru d'Opoku Ware du clan Oyoko et son accession au trône respecte le principe d'alternance dynastique des asantehene de l'Empire ashanti.
Durant le règne d'Osei Kwame (1777-1801), un conflit dynastique important oppose l'asantehene à la reine-mère Konadu Yaadom. Ce conflit est la conséquence du bannissement d'Akyaama, mère d'Osei Kwame et précédente asantehemaa, et des modifications généalogiques effectuées par Konadu Yaadom,. Celle-ci a adopté les enfants de la reine déchue afin de préserver leur droit de succession et d'effacer le souvenir de sa prédécesseure de la mémoire collective. L'exil d'Akyaama provoque une succession d'autres déchéances et de manœuvres visant à écarter ses futurs descendants du trône d'or. 
Dans les années 1790, à la suite de ces différentes réécritures du lignage royal, Opoku Kwame, le frère aîné d'Opoku Fofie, est nommé hériter du trône,. Bien que cet accord permette d'apaiser le conflit entre les deux dynasties, Opoku Kwame meurt dans des circonstances suspectes en 1797. Konadu Yaadom accuse alors le cadet Osei Kwame d'avoir empoisonné son aîné. Après une tentative de meurtre contre sa personne, l'asantehemaa fuit la capitale Kumasi pour se réfugier à Kokofu avec son fils Opoku Fofie,. De par les prérogatives qui reviennent à sa fonction, elle nomme ce dernier nouvel héritier légitime du trône.

### Règne éphémère

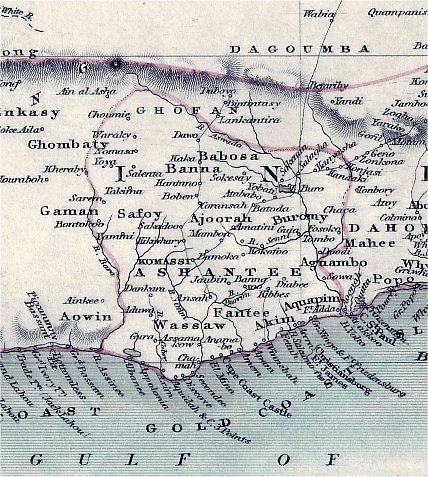
Carte partielle de la Côte de l'Or avec délimitation de l'Empire ashanti au début du XIXe siècle. À l'ouest, le royaume de Gyaman (Gaman) et au nord-ouest de Kong.

En 1801, Konadu Yaadom ordonne la destitution d'Osei Kwame, mais ce dernier s'enfuit à Juaben et envisage de continuer à y exercer le pouvoir de plein droit. Les musulmans de Gyaman et de Kong, dont il est proche, se soulèvent afin de réclamer son rétablissement sur le trône. Opoku Fofie, qui gouverne depuis Kumasi en tant qu'héritier, apprend que les armées musulmanes se dirigent vers lui. Pour y faire face, il obtient un large soutien des districts qui entourent Kumasi ainsi que des États tributaires akan de Banda, Takyiman et Nkoransa. Il crée un nouveau fekuw (compagnie) composé d'unités militaires musulmanes qui lui sont fidèles afin de renforcer l'Ankobea (institution de l'armée de l'Empire).  
Face au risque d'une guerre civile, Osei Kwame accepte d'abdiquer courant 1803. Les armées rebelles qui le soutiennent continuent néanmoins d'avancer sur Kumasi. La confrontation se déroule à Barnabou vers le village de Boabeng, à 15 km au nord-est de Techiman. Opoku Fofie remporte la bataille et y fait plusieurs milliers de prisonniers, dont environ 5 000 musulmans. Aucun d'entre eux n'est exécuté dans un sacrifice humain ou vendu comme esclave, car ils rachètent leur liberté ou sont rachetés moyennant le paiement d'une rançon par des États voisins de confession musulmane. Selon Ivor Wilks, Opoku Fofie coordonne la campagne militaire qui dure quinze mois, et n'accède au trône royal Ashanti qu'au terme de cette bataille, en décembre 1803.  
C'est également en décembre 1803 qu'Osei Kwame se suicide. Selon Thomas McCaskie, l'accession au trône d'Opoku Fofie se serait déroulée soit le 5/12 décembre 1803, soit le 16/23 janvier 1804. Cependant, vu que plus de la moitié des « royaux » du clan Oyoko se déplacent à son intronisation tandis que l'autre moitié assiste aux funérailles d'Osei Kwame, il en conclut que ces événements se déroulent à proximité immédiate. Du fait des périodes d'hommage prévues dans la tradition ashanti pour ces deux événements, il privilégie les deux dates possibles en décembre 1803.
Le règne d'Opoku Fofie s'achève de manière brutale soixante jours après son couronnement, à la suite de son décès soudain. En 1817, Thomas Edward Bowdich indique qu'Opoku Fofie ne règne que quelques semaines. Les archives coloniales notent que la nouvelle de son décès parvient aux gouverneurs européens de la Côte de l'Or en mars 1804. Dans la version officielle ashanti, son décès se situe en 1799, afin de respecter l'ordre généalogique révisé. Cependant, les recherches d'Ivor Wilks croisées aux documents contemporains permettent de confirmer que la fin de son règne se situe avant ou durant le mois de mars 1804.

## Postérité

### Trône noir
La tradition ashanti prévoit que les funérailles d'un asantehene s'accompagnent du noircissement de son trône. Celui-ci est dès lors appelé akonwa tuntum (trône noir) et rejoint la maison des trônes, un mausolée dédié aux asantehene. Si les Ashantis disent que le trône est enduit de sang humain, il s'agit en réalité d'un mélange de suie, de jaune d'œuf et de sang de mouton,. En raison du contexte de la fin de règne d'Osei Kwame, aucun trône noir ne lui est dédié, ce qui signifie que ses rites funéraires ne sont pas entièrement accomplis. À l'inverse, Opoku Fofie en possède bien un, malgré son règne éphémère.

### Symbolique

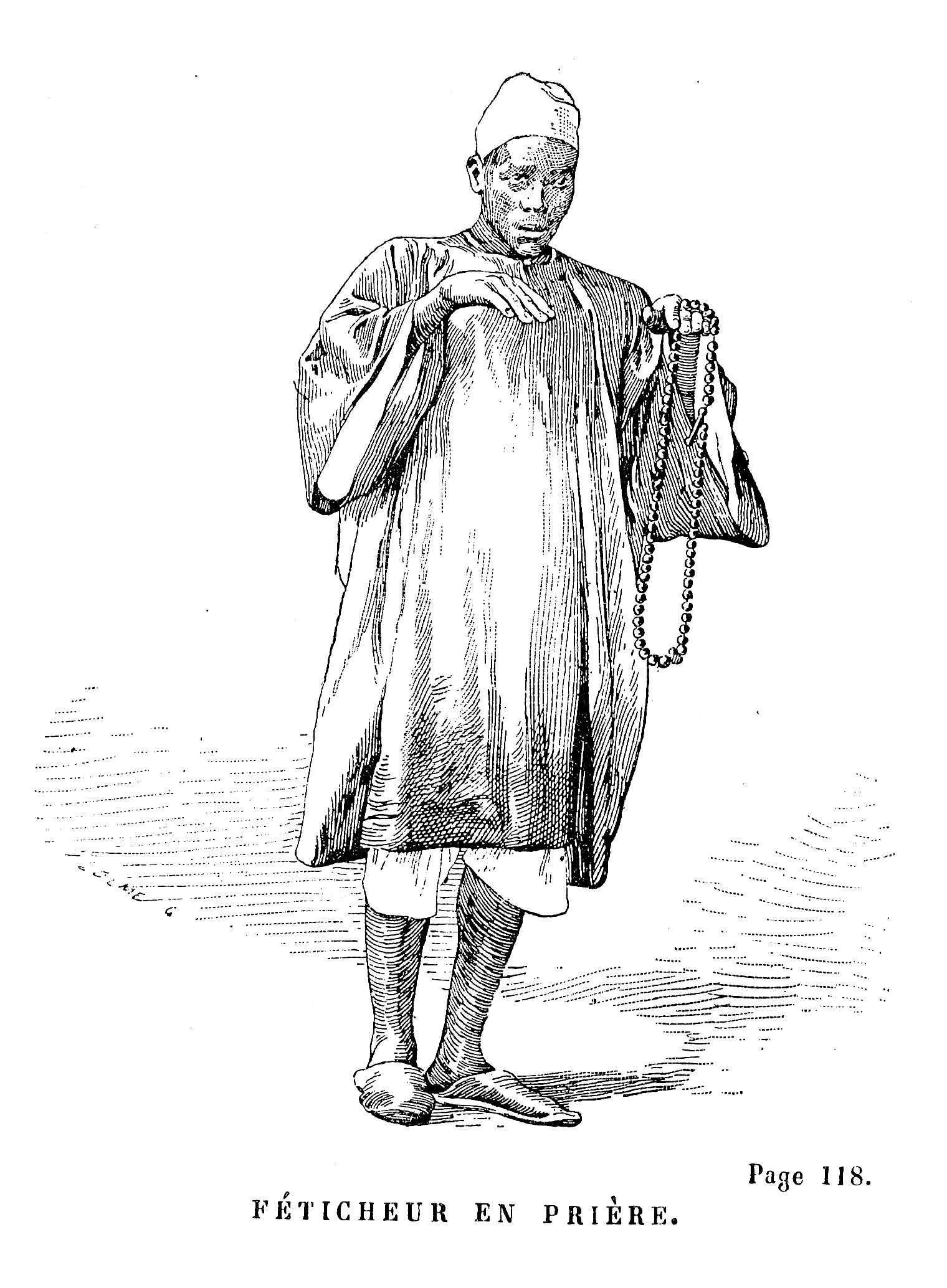
Les féticheurs jouent un rôle capital dans les rituels de sorcellerie ashanti.

Malgré un règne très bref, Opoku Fofie laisse une empreinte forte dans la tradition orale ashanti ainsi que dans l'héritage culturel. Cela découle de plusieurs facteurs : un contexte dynastique houleux, la proximité entre l'intronisation d'Opoku Fofie et les funérailles d'Osei Kwame, et son décès soudain et rapproché. 
Les Ashantis pensent qu'Opoku Fofe aurait été tué par le saman (fantôme) de son prédécesseur pour avoir couché avec Firempomaa Tanowaa, une de ses favorites, avant la fin de ses funérailles,. La mort d'Opoku Fofie est perçue comme une nouvelle conséquence du conflit qui oppose les membres yafunu (branche dynastique issue d'une même matrice) d'Akyaama et ceux de Konadu Yaadom, si bien qu'on attribue également la mort de cette dernière au fantôme d'Osei Kwame. Joseph Dupuis rapporte en 1820 les causes présentées par la tradition orale, évoquant la sorcellerie, et parle également d'une maladie chronique qui l'aurait emporté.
La symbolique de ce récit fait le lien entre le caractère incomplet des rituels funéraires octroyés à Osei Kwame et la mort prématurée de son successeur. En effet, la proximité immédiate du couronnement d'un nouvel asantehene et l'enterrement de l'ancien n'est pas conventionnelle dans la tradition ashanti où les rituels funéraires sont censés s'achever préalablement.

### Conséquences
Selon la règle de succession, c'est à la maison Osei Tutu de succéder. Les trois candidats, Osei Kofi, Osei Bonsu et Osei Badu, sont tous trois les enfants de Konadu Yaadom, issus du mariage avec Owusu Ansah, fils d'Osei Kwadwo. Osei Bonsu accède à la succession et permet de confirmer le principe de rotation dynastique tout en renforçant l'influence de l'asantehemaa. Grâce aux modifications généalogiques, elle parvient à parachever l'effacement dynastique d'Akyaama,. Pour résoudre les conflits dynastiques, Osei Bonsu décrète une nouvelle loi où les fils ou petit-fils de l'asantehene obtiennent le statut d'héritiers présomptifs au trône royal.
Le règne éphémère d'Opoku Fofie a également pour conséquence d'affaiblir la cohésion entre les États de l'Empire ashanti en renforçant les forces rebelles actives. Cette période profite notamment au Gyaman qui s'attaque aux petits États environnants alliés de l'Empire. D'autres États tributaires cessent également de payer leur tribut. La situation dans la région ne se calme qu'après 1819.
Les causes de décès potentiellement liées à la sorcellerie sont tellement ancrées dans la tradition orale et la culture ashanti qu'elles sont à l'origine de l'émergence de trois cultes anti-sorcellerie entre 1879 et 1920. En effet, l’attribution du décès d'Opoku Fofie à la sorcellerie se fait en écho à l'intérêt grandissant pour celle-ci depuis la fin du XVIIIe siècle.

## Divergence généalogique

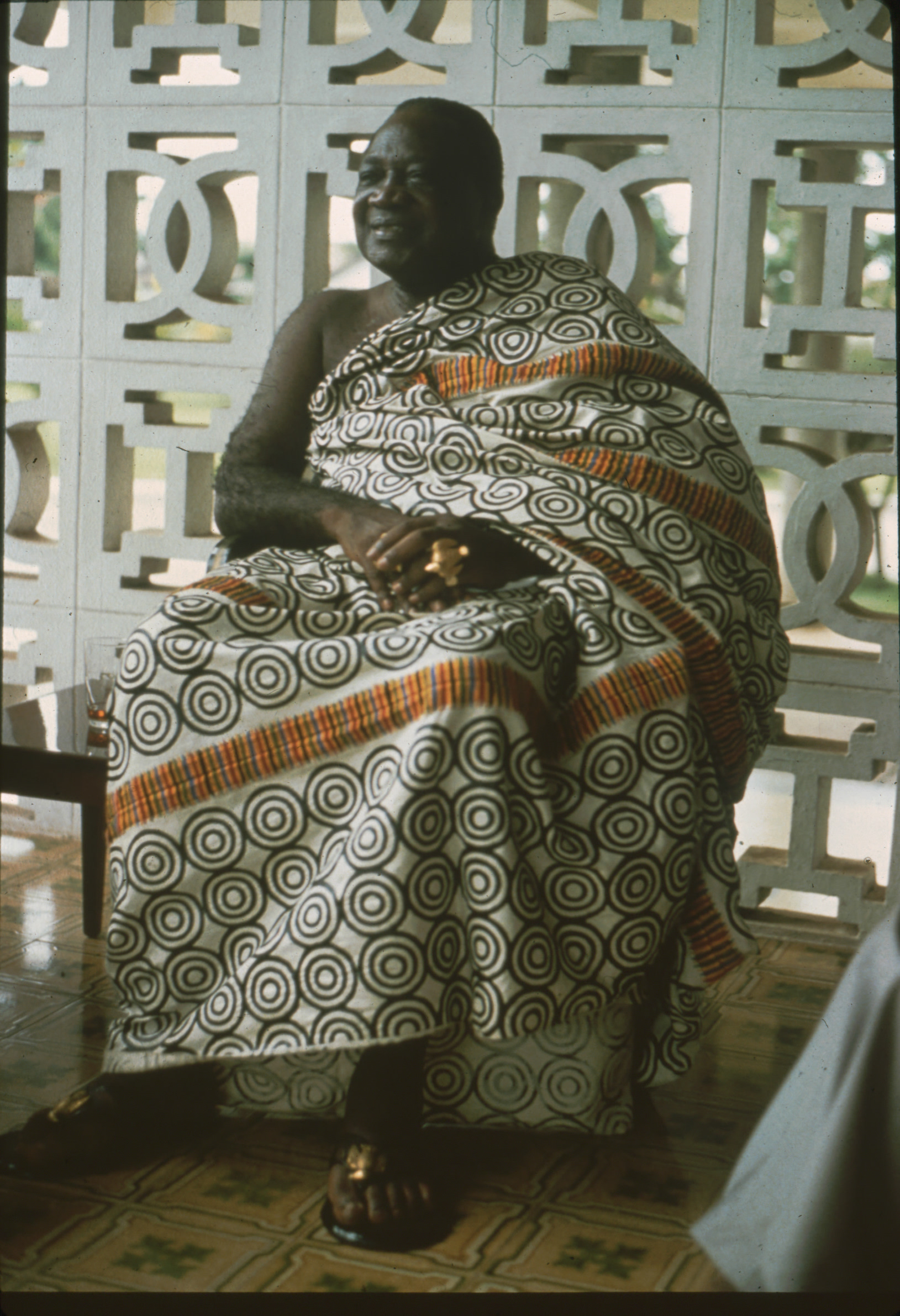
Opoku Ware II, descendant direct d'Opoku Fofie, est le (1970-1999).

Parmi les frères et sœurs d'Opoku Fofie se trouvent deux autres asantehene : Osei Bonsu et Osei Yaw Akoto. La version officielle de la généalogie royale inclut également Osei Kwame. En effet, il n'y est fait aucune mention d'Akyaama, qui règne pourtant avant Konadu Yaadom. Cette dernière effectue des modifications généalogiques afin de transférer sous sa propre lignée la matrilinéarité des enfants de l'asantehemaa. 
Opoku Fofie est également le père de plusieurs enfants, malgré son court règne : Kwame Akyamfo deviendra Apesamakohene (chef d'Apesamako), Adusei Kra deviendra Akotenhene (chef d'Akoten). Opoku Ware II est un descendant direct d'Opoku Ware Ier car il descend d'une lignée cadette d'Opoku Fofie.
Ainsi, deux versions généalogiques s'opposent. Celle établie par les historiens et celle établie par la généalogie officielle Ashanti. Les modifications de la version officielle sont au cœur de nombreux conflits et de la création d'une nouvelle branche dynastique par Kwaku Dua I. Ces tensions se résorbent au retour de la rotation dynastique lors de l'accession d'Opoku Ware II,.
L'arbre généalogique présenté ci-dessous fait apparaître la différence entre la généalogie officielle, qui efface Akyaama, et celle révisée par les recherches d'Iron Wilks et Gérard Pescheux,.